# キッズ・アンド・ミー
『キッズ・アンド・ミー』（原題：The Kids & Me）は、ビリー・プレストンが1974年に発表したスタジオ・アルバム。A&Mレコード移籍後としては4作目のスタジオ・アルバムに当たる。

## 背景
イーグルス加入前のジョー・ウォルシュがスライドギターで参加した。「美し過ぎて」は、クレジット上ではビリー・プレストンとブルース・フィッシャーの共作だが、ザ・ビーチ・ボーイズのデニス・ウィルソンもソングライティングに協力したといわれており、ウィルソンは長年にわたり、この曲をザ・ビーチ・ボーイズのライヴで歌っていた。

## 反響
本作はセールス的に成功を収め、アメリカのBillboard 200では自身最高の17位を記録して、『ビルボード』のR&Bアルバム・チャートでは8位に達した。本作からの第1弾シングル「ナッシング・フロム・ナッシング」は、1975年10月11日に『サタデー・ナイト・ライブ』の第1回放送で演奏され、10月19日付のBillboard Hot 100で1位を獲得。続く「ストラッティン」はBillboard Hot 100で22位を記録した。

## 収録曲
特記なき楽曲はビリー・プレストンとブルース・フィッシャーの共作。3. 8. 11.はインストゥルメンタル。
1. 愛する君に贈る歌 - Tell Me You Need My Loving - 2:45
2. ナッシング・フロム・ナッシング - Nothing from Nothing - 2:36
3. ストラッティン - Struttin' (Billy Preston, George Johnson, Louis Johnson) - 2:34
4. シスター・シュガー - Sister Sugar - 3:04
5. サッド・サッド・ソング - Sad Sad Song - 2:29
6. 美し過ぎて - You Are So Beautiful - 4:48
7. サムタイムズ・アイ・ラヴ・ユー - Sometimes I Love You (B. Preston) - 3:13
8. セント・エルモ - St. Elmo (B. Preston) - 2:29
9. ジョンは洗礼者 - John the Baptist (B. Preston, John Schuller) - 3:24
10. リトル・ブラック・ボーイズ・アンド・ガールズ - Little Black Boys and Girls - 2:27
11. 未来への創造 - Creature Feature (B. Preston, Hubert Heard) - 3:35

## カヴァー
- ナッシング・フロム・ナッシング
  - ラズロ・ベイン（英語版） – アルバム『Guilty Pleasures』（2007年）に収録。
- 美し過ぎて
  - ジョー・コッカー - アルバム『I Can Stand a Little Rain』（1974年）に収録。コッカーのヴァージョンはシングルとしてもリリースされ、Billboard Hot 100で5位の大ヒットとなった[7]。
  - ボニー・タイラー - アルバム『Silhouette in Red』（1993年）に収録[8]。
  - ミルト・ジャクソン - アルバム『プロフェット・スピークス』（1994年）に収録[9]。
  - ウエストライフ - アルバム『ラヴ・アルバム』（2006年）に収録。
  - ダイアナ・ロス - アルバム『I Love You』（2007年）に収録[10]。

## 参加ミュージシャン
- ビリー・プレストン - ボーカル、キーボード
- トニー・メイデン - ギター
- ジョー・ウォルシュ - スライドギター
- ヒューバート・ハード - キーボード
- ケネス・ルッパー - キーボード
- ボビー・ワトソン - ベース
- Manuel Kellough - ドラムス
- アルバート・パーキンス - バンジョー